# الدورة 39 للجنة التراث العالمي
الدورة 39 للجنة التراث العالمي انعقدت في الفترة من 28 يونيو 2015 إلى 8 يوليو 2015 في مدينة بون في ألمانيا.

## الإضافات الجديدة

### الأماكن الطبيعية الجديدة
لم يتم إضافة أي موقع طبيعي في هذه الدورة.

### الأماكن الثقافية الجديدة
تم إضافة 23 موقع ثقافي جديد وهم:
| الموقع                                                                           | المدينة/المنطقة             | الدولة           |
| -------------------------------------------------------------------------------- | --------------------------- | ---------------- |
| المناطق التاريخية في بايكتشي                                                     | بايكتشي                     | كوريا الجنوبية   |
| الفنون الصخرية في منطقة حائل                                                     | منطقة حائل                  | السعودية         |
| كريستيانزفيلد                                                                    | بلدية كولدنغ                | الدنمارك         |
| تلال ومنازل وأقبية الشامبانيا                                                    | شامبان - أردان              | فرنسا            |
| جبل برخان خلدون والمناظر الطبيعية المحيطة المقدسة                                | خنتي                        | منغوليا          |
| حديقة سنغافورة النباتية                                                          | سنغافورة                    | سنغافورة         |
| مدينة التخزين وحي كونتورهوس وشيلهوس                                              | هامبورغ                     | ألمانيا          |
| منظر الصيد بالقوة في زيلندا الشمالية                                             | كوبنهاغن                    | الدنمارك         |
| جسر فورث                                                                         | إدنبرة                      | المملكة المتحدة  |
| مناخات كرم بورغوني                                                               | بورغوني                     | فرنسا            |
| حديقة بعثات سان أنطونيو الوطنية التاريخية                                        | سان أنطونيو                 | الولايات المتحدة |
| المدينة الجنائزية في متنزه بيت شعاريم                                            | الجليل                      | إسرائيل/ فلسطين  |
| باليرمو النورمانية العربية وكاتدرائيات تشفالو ومونريالي                          | مقاطعة باليرمو              | إيطاليا          |
| المنظر الثقافي في ميمند                                                          | كرمان                       | إيران            |
| حدائق هيفسيل وقلعة ديار بكر ومنظرها الثقافي                                      | ديار بكر                    | تركيا            |
| منظر فراي بينتوس الثقافي والصناعي                                                | فراي بينتوس                 | الأوروغواي       |
| المغطس                                                                           | البلقاء                     | الأردن           |
| موقع التراث الصناعي روكان ونوتودن                                                | تلمارك                      | الدنمارك         |
| مواقع الثورة الصناعية في ميجي في اليابان: صناعة الفولاذ وبناء السفن وتعدين الفحم | اليابان                     | اليابان          |
| مواقع توسي                                                                       | الصين                       | الصين            |
| شوشان                                                                            | محافظة خوزستان              | إيران            |
| مجرى الأب تمبلك المائي المرفوع                                                   | ولاية هيدالغو وولاية مكسيكو | المكسيك          |
| أفسس                                                                             | إزمير                       | تركيا            |

### الأماكن المختلطة الجديدة
تم إضافة موقع مختلط (طبيعي وثقافي) واحد جديد وهم:
| الموقع                       | المدينة/المنطقة | الدولة  |
| ---------------------------- | --------------- | ------- |
| الجبال الزرقاء وجبال جون كرو | جامايكا         | جامايكا |

## تمديدات في مساحة المواقع

### المواقع الثقافية
تم التمديد في مساحة موقع ثقافي واحد وهو:
| الموقع | المدينة/المنطقة | الدولة         |
| --- | --------------- | -------------- |
| مسار سانتياغو دي كومبوستيلا في فرنسا إلى مسار سانتياغو دي كومبوستيلا في شمال إسبانيا ليصبحان: مسار سانتياغو دي كومبوستيلا: المسار الفرنسي ومسار شمال إسبانيا | فرنسا وإسبانيا  | فرنسا/ إسبانيا |

### المواقع الطبيعية
تم التمديد في مساحة موقعين طبيعيين وهما:
| الموقع                          | المدينة/المنطقة  | الدولة       |
| ------------------------------- | ---------------- | ------------ |
| محمية الزهور في الكيب           | جنوب أفريقيا     | جنوب إفريقيا |
| متنزه فونك نها - كه بانغ القومي | مقاطعة كوانج بنه | فيتنام       |

## مقالات ذات صلة
- لجنة التراث العالمي.
- مواقع التراث العالمي.
- يونسكو

## روابط خارجية
- الصفحة الرسمية للدورة 39 على موقع لجنة التراث العالمي.
- الموقع الرسمي للدورة 39.
- الموقع الرسمي للجنة التراث العالمي.